# Pit Siger
Piter Siger (engl. Peter Seeger; 3. maj 1919 — 27. januar 2014) bio je američki folk muzičar i ljevičarski aktivist, poznat po tome što je nizom popularnih pjesama kao što su Where Have All the Flowers Gone?, If I Had a Hammer i Turn! Turn! Turn! početkom 1960-ih potakao veliki Preporod američke folk muzike.
Odrastao je u porodici uglednog muzikologa Čarlsa Sigera, a kao mladić je napustio studij na Harvardu kako bi se posvetio proučavanju i njegovanju "autentične" narodne muzike, odnosno sviranju na sindikalnim zborovima. Iz tog perioda datira i njegovo članstvo u Komunističkoj partiji, kao i prijateljstvo i suradnja sa znamenitim muzičarom Woodiejem Guthriejem, sa kojim će nastupati kao član folk benda The Almanac Singers, s kojim je prvi put postao poznat. Krajem 1940-ih je osnovao novi bend The Weavers, sa kojim je napravio nekoliko velikih hitova; njegovu karijeru je, međutim, ozbiljno ugrozila makartistička histerija, čija je kulminacija, između ostalog, bilo i dovođenje pred zloglasni Kongresni odbor za antiameričku aktivnost 1955. godine. Seeger, koji se nije htio odreći svojih ljevičarskih stavova, je odbio surađivati sa HUAC-om i bio osuđen na zatvorsku kaznu za nepoštivanje Kongresa, što je kasnije oboreno sudskom žalbom.
Iako je Siger zbog toga bio nekoliko godina na crnoj listi, 1960-ih je ponovno postao jednom od najpoznatijih američkih muzičara, nastojeći svoj talent iskoristiti kako bi propagirao niz društvenih pokreta, uključujući nuklearno razoružanje i zaštitu okoline. Ipak, njegovim najznačajnijim doprinosom na tom polju se smatra ponovno otkrivanje pjesme We Shall Overcome, koja se smatra neslužbenom himnom pokreta za prava američkih crnaca. Siger je već tada stekao reputaciju muzičke legende te postao mentor nizu mlađih izvođača među kojima se najviše ističe Боб Дилан.
Siger se kasnijih godina, reagirajući na kritike da je bio staljinistički apologet, nastojao sve više ograditi od svoje komunističke prošlosti, te je kritizirao sovjetski režim, a 1980-ih držao koncerte podrške poljskom sindikatu Solidarnost. Nastavio je nastupati sve do današnjih dana, a godine 2009. mu je ukazana posebna čast da nastupa na inauguraciji predsjednika Baracka Obame.
Siger je od 1943. u braku sa Toshi-Aline Ōta sa kojom je imao četvoro djece. Njegov unuk Tao Rodríguez-Siger je također poznat kao društveno angažirani muzičar.

## Spoljašnje veze
- PBS's American Masters site for "Pete Seeger: The Power of Song" Архивирано на веб-сајту  (24. август 2008)
- Pete Seeger Appreciation Page, a site originally created by Jim Capaldi
- "Pete Seeger: The Power of Song" documentary filmmaker Jim Brown interview on The Alcove with Mark Molaro, 2007
- The short film "To Hear Your Banjo Play (1947)" is available for free download at the Internet Archive
- The short film "Music from Oil Drums (1956)" is available for free download at the Internet Archive
- Discography for Pete Seeger on Folkways
- "Pete Seeger: How Can I Keep From Singing?" Website by Seeger biographer David Dunaway
- How Can I Keep From Singing?: A Seeger Family Tribute, Конгресна библиотека, American Folklife Center. Online presentation of the March 2007 symposium and concert. All events are available as webcasts via the site. Retrieved August 25, 2009.
- "We Shall Overcome: An Hour With Legendary Folk Singer & Activist Pete Seeger" on Democracy Now!, September 2006 (video, audio, and print transcript)
- "Legendary Folk Singer & Activist Pete Seeger Turns 90, Thousands Turn Out for All-Star Tribute Featuring Bruce Springsteen, Joan Baez, Bernice Johnson Reagon and Dozens More" on Democracy Now!, May 2009 (video, audio, and print transcript)
- On Point Radio: "The World According to Pete Seeger" Архивирано на веб-сајту  (11. октобар 2008)
- "Pete Seeger Is 86" Архивирано на веб-сајту  (23. август 2005), Studs Terkel, The Nation, May 16, 2005
- Folk Legend Pete Seeger Looks Back - National Public Radio interview, July 2, 2005
- Peter Seeger interviewed by Australian composer Andrew Ford (MP3 of interview first broadcast in 1999)
- Pete Seeger, Folk Singer and Song Writer Архивирано на веб-сајту  (2. јануар 2009) by Thomas Blair. Part of a series of Notable American Unitarians
- 1-hour Internet radio interview- Seeger discusses the music industry, the world in general, and more (August 2007).
- Pit Siger на веб-сајту  (језик: енглески)
- Matthews, Scott (2008-08-06). „John Cohen in Eastern Kentucky: Documentary Expression and the Image of Roscoe Halcomb During the Folk Revival”. Southern Spaces.
- Pete Seeger 90th birthday celebrations in Australia
- Pete Seeger 90th birthday cake cutting at the Beacon Sloop Club.
- Peter (Pete) Seeger, 1913 - Links to articles and videoclips on Seeger, his groups and his songs.
- Gallery of photos of Pete Seeger performing in White Springs, FL, in 1977.
- Pit Siger на веб-сајту  (језик: енглески)
- Pit Siger (1969) интервју на сајту Pop Chronicles (језик: енглески)